# Elezioni parlamentari in Bulgaria del novembre 2021
Le elezioni parlamentari in Bulgaria del novembre 2021 si sono tenute il 14 novembre per il rinnovo dell'Assemblea nazionale.
Le consultazioni, celebrate contestualmente alle elezioni presidenziali, hanno avuto luogo a solo qualche mese dalle due tornate elettorali precedenti di aprile e di luglio, a seguito di infruttuosi tentativi delle forze politiche di formare un governo.
I 240 membri del parlamento sono eletti con il sistema proporzionale in 31 distretti elettorali (per ogni distretto gli eletti variano da 4 a 16) con uno sbarramento al 4%.

## Risultati
| Liste                                                          | Voti      | %     | Seggi |
| -------------------------------------------------------------- | --------- | ----- | ----- |
| Continuiamo il Cambiamento                                     | 673 170   | 25,21 | 67    |
| GERB - SDS                                                     | 596 456   | 22,34 | 59    |
| Movimento per i Diritti e le Libertà                           | 341 000   | 12,77 | 34    |
| BSP per la Bulgaria (BSP - KPB - Ekoglasnost - ABV - BL - DSH) | 267 817   | 10,03 | 26    |
| C'è un Popolo come Questo                                      | 249 743   | 9,35  | 25    |
| Bulgaria Democratica (DSB - DaB! - ZD)                         | 166 968   | 6,25  | 16    |
| Rinascita                                                      | 127 568   | 4,78  | 13    |
| Alzati BG! Stiamo Arrivando!                                   | 60 055    | 2,25  | –     |
| Patrioti Bulgari (VMRO - Volja - NFSB)                         | 28 322    | 1,06  | –     |
| Altri                                                          | 147 539   | 5,53  | –     |
| Totale                                                         | 2 669 863 | 100   | 240   |

| Riepilogo dei seggi (+/- elezioni Lug 2021) | Riepilogo dei seggi (+/- elezioni Lug 2021) | Riepilogo dei seggi (+/- elezioni Lug 2021) | Riepilogo dei seggi (+/- elezioni Lug 2021) | Riepilogo dei seggi (+/- elezioni Lug 2021) | Riepilogo dei seggi (+/- elezioni Lug 2021) | Riepilogo dei seggi (+/- elezioni Lug 2021) |
| ------------------------------------------- | ------------------------------------------- | ------------------------------------------- | ------------------------------------------- | ------------------------------------------- | ------------------------------------------- | ------------------------------------------- |
|                                             |                                             |                                             |                                             |                                             |                                             |                                             |
| BSP                                         | 26                                          | ▼ 10                                        |                                             | PP                                          | 67                                          | Nuovo                                       |
| DPS                                         | 34                                          | ▲ 5                                         |                                             | ITN                                         | 25                                          | ▼ 40                                        |
| DB                                          | 16                                          | ▼ 18                                        |                                             | GERB-SDS                                    | 59                                          | ▼ 4                                         |
| V                                           | 13                                          | ▲ 13                                        |                                             | IsBG                                        | 0                                           | ▼ 14                                        |

## Conseguenze del voto
In seguito ai risultati elettorali, Hristo Ivanov e l'intera leadership del partito di “Sì, Bulgaria!” hanno annunciato il 15 novembre le loro dimissioni a seguito degli scarsi risultati della coalizione “Bulgaria Democratica” (DB) nelle elezioni del 14 novembre.
Dopo la vittoria di PP, Kiril Petkov ha detto ai giornalisti: "La Bulgaria sta prendendo una nuova strada. Se riusciamo a fermare [la corruzione] e ridistribuire denaro per il benessere dei contribuenti, allora dovremmo essere in grado di raggiungere un accordo con diverse parti", aggiungendo di essere disposto a collaborare con tutte le parti che si uniranno alla lotta contro la corruzione in Bulgaria, in quanto egli, tentando di diventare Primo Ministro, vorrebbe perseguire negoziati di coalizione "trasparenti" con DB e ITN.
Come predetto da analisti come Boryana Dimitrova e Parvan Simeonov, dopo alcuni colloqui PP, ITN, DB e la coalizione BSP hanno formato una coalizione di governo.